# Vlekpriemkever
De vlekpriemkever (Bembidion articulatum) is een keversoort uit de familie van de loopkevers (Carabidae). De wetenschappelijke naam van de soort werd in 1796 gepubliceerd door Georg Wolfgang Franz Panzer. De soort wordt in het ondergeslacht Trepanes geplaatst en komt in de literatuur ook voor als Trepanes articulatus.